# Klaus Wedemeier
Klaus Wedemeier (ur. 12 stycznia 1944 w Hof) – niemiecki polityk, przedsiębiorca i samorządowiec, w latach 1985–1995 burmistrz Bremy.

## Życiorys
Kształcił się w szkole handlowej, w 1961 rozpoczął pracę zawodową. Był zatrudniony na różnych stanowiskach w branży handlowej i mieszkaniowej. W 1964 wstąpił do Socjaldemokratycznej Partii Niemiec (SPD). W latach 1970–1976 kierował jej organizacją młodzieżową Jusos w Bremie. W latach 1971–1985 sprawował mandat deputowanego do Bremische Bürgerschaft, landtagu Bremy. Od 1979 był przewodniczącym frakcji poselskiej socjaldemokratów. W 1985 został powołany na prezydenta Senatu i burmistrza Wolnego Hanzeatyckiego Miasta Bremy, urząd ten sprawował do 1995. W tym samym okresie zasiadał w Bundesracie, w kadencji 1993–1994 kierował pracami tej izby. W latach 1995–1999 ponownie wykonywał mandat posła do miejskiego parlamentu, od 1994 do 1999 był członkiem Komitetu Regionów. W 1999 powrócił do działalności biznesowej jako partner zarządzający spółki prawa handlowego.